# Pierre Richard-Willm
Pour les articles homonymes, voir Pierre Richard (homonymie) et Willm.
Ne doit pas être confondu avec Pierre Willm.
Pierre Richard-Willm, né le 3 novembre 1895 à Bayonne et mort le 12 avril 1983 à Paris, est un acteur français. Sa carrière d’acteur de cinéma commence au début des années 1930 et s’achève à la fin des années 1940. Il se consacre ensuite au théâtre, notamment en dirigeant le théâtre du Peuple de Bussang.

## Biographie

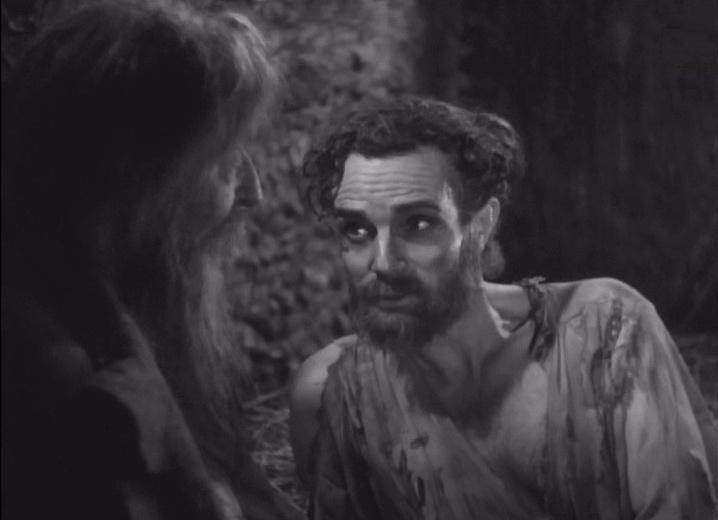
Ermete Zacconi et Pierre Richard-Willm (à droite) dans une scène du film Le Comte de Monte-Cristo, film en deux parties, sorti en 1943.

Pierre Richard-Willm naît en 1895 à Bayonne sous le nom d’Alexandre Pierre Richard,. 
Il est élevé par sa grand-mère maternelle, sa mère, Élisabeth-Fanny Willm (dont il reprit le nom plus tard), étant morte à l'âge de 31 ans. En 1913 et 1914, il fréquente l'école des beaux-arts de Nantes. 
Incorporé dans les rangs du 30e régiment d'infanterie le 8 septembre 1915, il suit les cours du centre d'instruction de l'école de Saint-Cyr en 1917 et en sort avec le grade d'aspirant. Renvoyé au front, il est fait prisonnier de guerre le 25 avril 1918 lors de la bataille du mont Kemmel. Interné au camp de Dülmen, il est rapatrié le 1er janvier 1919. Promu sous-lieutenant de réserve et décoré de la Croix de guerre, il est rendu à la vie civile en septembre 1919.
Après la guerre, il devient sculpteur, puis commence le théâtre en 1921 en jouant de petits rôles.
En 1924, il prend part au concours de sculpture qui a lieu en marge des Jeux olympiques de Paris, en réalisant un groupe de sculptures sur le thème du rugby et du patinage artistique.
En 1925, il débute au théâtre de l'Odéon, et au début des années 1930 commence à jouer dans des films. Son rôle le plus célèbre est celui d'Edmond Dantès dans Le Comte de Monte-Cristo.
En 1940, il est classé dans l'affectation spéciale au titre du « service de propagande artistique à l'étranger ».
Dans les années 1950, il cesse de jouer dans des films et part dans les Vosges diriger le théâtre du Peuple de Bussang fondé par Maurice Pottecher. En 1975, il écrit son autobiographie, intitulée Loin des Étoiles.
Pierre Richard-Willm est resté célibataire. Il meurt à l’institut Pasteur de Paris le 12 avril 1983,. Il est enterré dans le cimetière de Bussang, dans les Vosges.

## Postérité
L’acteur Pierre Richard affirme avoir choisi son nom d’artiste en hommage à Pierre Richard-Willm, qui était l’acteur préféré de sa mère.

## Filmographie
- 1930 : Toute sa vie d'Alberto Cavalcanti : Stanley Vanning
- 1931 : Les Vacances du diable d'Alberto Cavalcanti : Dr Reynolds
- 1931 : Un soir, au front d'Alexandre Ryder : le lieutenant Siredon
- 1931 : Autour d'une enquête de Robert Siodmak et Henri Chomette : Paul Bernt
- 1932 : Le Petit Écart de Reinhold Schünzel et Henri Chomette : Bernard Heller, lawyer
- 1932 : Kiki de Pierre Billon et Carl Lamac
- 1932 : Baby de Pierre Billon et Carl Lamac : Lord Cecil
- 1932 : Les Amours de Pergolèse de Guideau Brignonne : Pergolèse
- 1932 : Sous le casque de cuir d'Albert de Courville
- 1933 : Pour être aimé de Jacques Tourneur : Gérard d'Ormoise
- 1933 : La Fille du régiment de Pierre Billon et Carl Lamac
- 1933 : Les Amoureux (L'Épervier) de Marcel L'Herbier : René de Tierrache
- 1934 : Le Prince Jean de Jean de Marguenat : le prince Jean d'Axel
- 1934 : La Maison dans la dune de Pierre Billon : Sylvain
- 1934 : Le Grand Jeu de Jacques Feyder : Pierre Martel
- 1934 : Fanatisme de Gaston Ravel et Tony Lekain : Marcel Besnard
- 1934 : Les Nuits moscovites de Alexis Granowsky : le capitaine Ignatoff
- 1935 : Stradivarius de Géza von Bolváry et Albert Valentin: Sándor Teleky
- 1935 : Barcarolle de Gerhard Lamprecht et Roger Le Bon
- 1935 : La Route impériale de Marcel L'Herbier : le colonel Brent
- 1936 : Anne-Marie de Raymond Bernard : l'inventeur
- 1936 : L'Argent de Pierre Billon
- 1937 : Courrier Sud, de Pierre Billon : Jacques Bernis
- 1937 : Un carnet de bal de Julien Duvivier : Éric Irvin
- 1937 : La Dame de Malacca de Marc Allégret : le prince Selim
- 1937 : Yoshiwara de Max Ophüls : le lieutenant Serge Polenoff
- 1937 : Au service du tsar de Pierre Billon : Count Tomsky
- 1938 : Le Roman de Werther (Werther) de Max Ophüls : Werther
- 1938 : La Tragédie impériale de Marcel L'Herbier : le comte Igor Kourloff
- 1938 : Tarakanowa (La Principessa Tarakanova) de Fédor Ozep : Count Orloff, y compris en version Italienne
- 1939 : La Piste du nord de Jacques Feyder : Robert Shaw
- 1939 : Entente cordiale de Marcel L'Herbier : le capitaine Charles Roussel
- 1941 : Les Jours heureux de Jean de Marguenat : Michel
- 1942 : La Duchesse de Langeais de Jacques de Baroncelli d'après le roman d'Honoré de Balzac : le général de Montriveau
- 1942 : La Croisée des chemins d'André Berthomieu : Pascal Rouvray
- 1943 : Le Comte de Monte-Cristo de Robert Vernay d'après le roman d'Alexandre Dumas : Edmond Dantès, comte de Monte-Cristo
- 1945 : La Fiancée des ténèbres de Serge de Poligny : Roland Samblaca
- 1947 : Rêves d'amour de Christian Stengel : Franz Liszt
- 1947 : Le Beau Voyage de Louis Cuny : Richard

## Théâtre
- 1928 : La Belle Aventure de Gaston Arman de Caillavet, Robert de Flers, Étienne Rey, théâtre de l'Odéon.
- 1930 : La Châtelaine de Shenstone, de Alexandre Bisson. Comédie en quatre actes. Représentée pour la première fois, à Paris, sur la scène du théâtre national de l'Odéon, le vendredi 28 février 1930. Interprétation : Annie Ducaux (Myra), Pierre Richard-Willm (Jim), Paulette Marinier (Jeanne)[7].

## Publication

### Autobiographie
- Loin des Étoiles, par Pierre Richard-Willm, Belfond, 1975.